# Liptovský Trnovec
Liptovský Trnovec és un poble i municipi d'Eslovàquia que es troba a la regió de Žilina, al centre-nord del país,amb una població estimada a finals de l'any 2017 de 553 habitants.

## Història
La primera menció escrita de la vila es remunta al 1283.
1. ↑  «Žilinský kraj (Slovakia): Towns and Municipalities in Districts - Population Statistics, Charts and Map». [Consulta: 14 març 2025].
2. ↑  «Museums and history Liptovský Trnovec and surroundings | 50+ attractions | KamNaVylet.sk» (en anglès). [Consulta: 14 març 2025].

## Demografia
| Godina             | 1994 | 2004   | 2014   | 2024    |
| ------------------ | ---- | ------ | ------ | ------- |
| Nombre de persones | 545  | 541    | 555    | 633     |
| Diferència         |      | −0,73% | +2,58% | +14,05% |

| Godina             | 2023 | 2024   |
| ------------------ | ---- | ------ |
| Nombre de persones | 616  | 633    |
| Diferència         |      | +2,75% |